# 英国铁路221型柴油动车组
英國鐵路221型柴油动车组「超級旅行者」（SuperVoyagers），由庞巴迪运输在2000年至2002年期间制造，并于2002年4月12日开始运营。

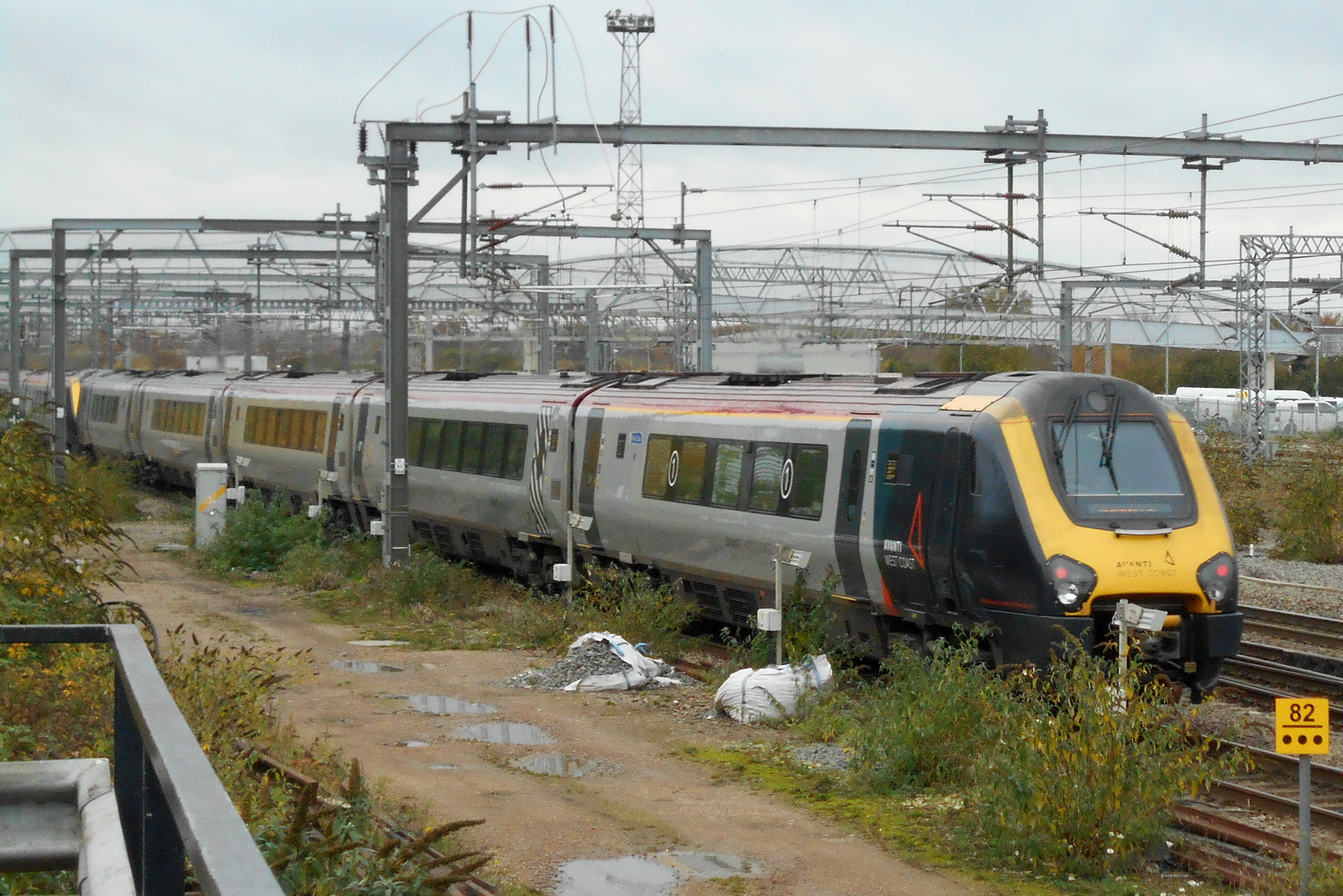

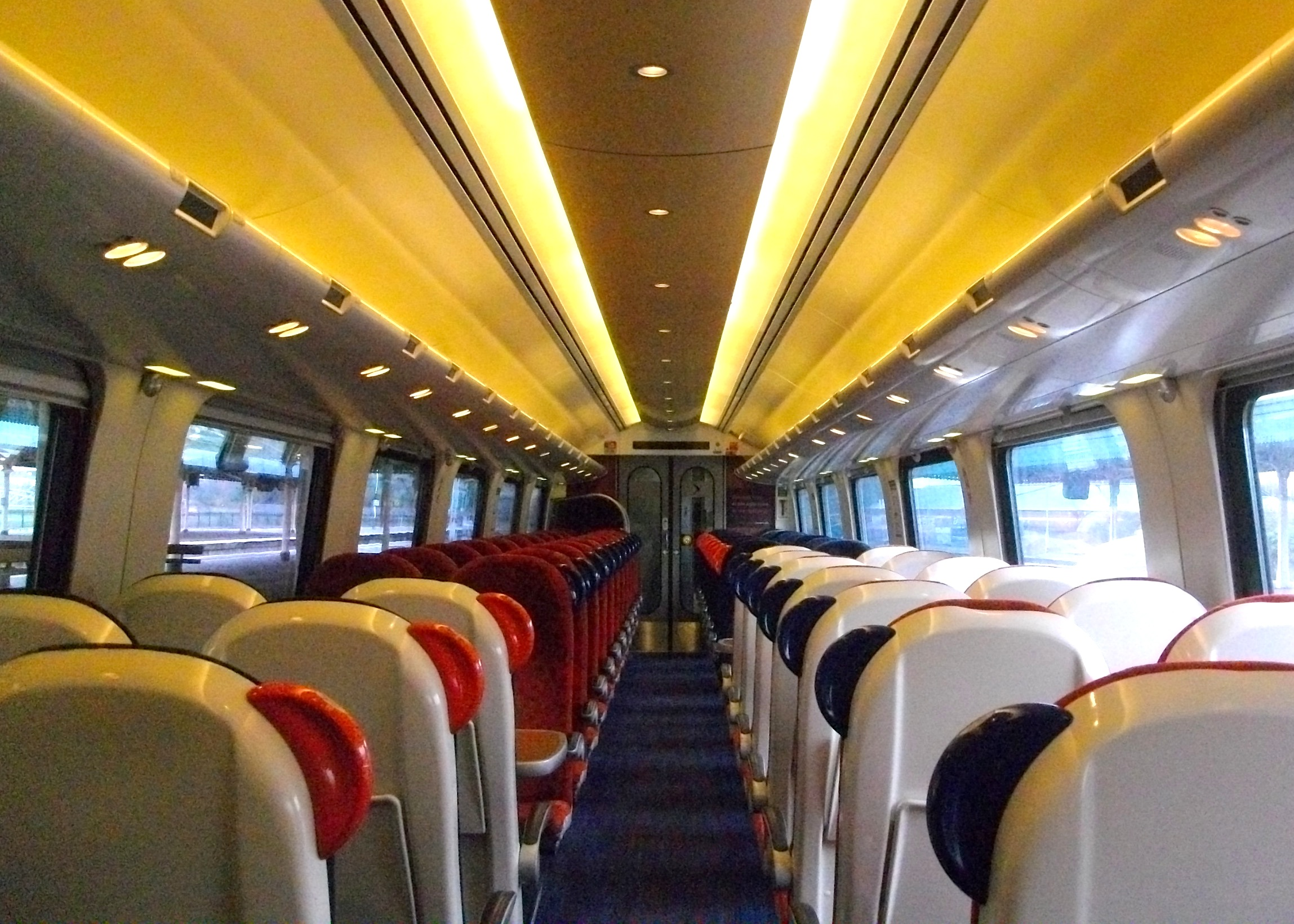
英铁221型柴油动车组SuperVoyagers标准艙内部

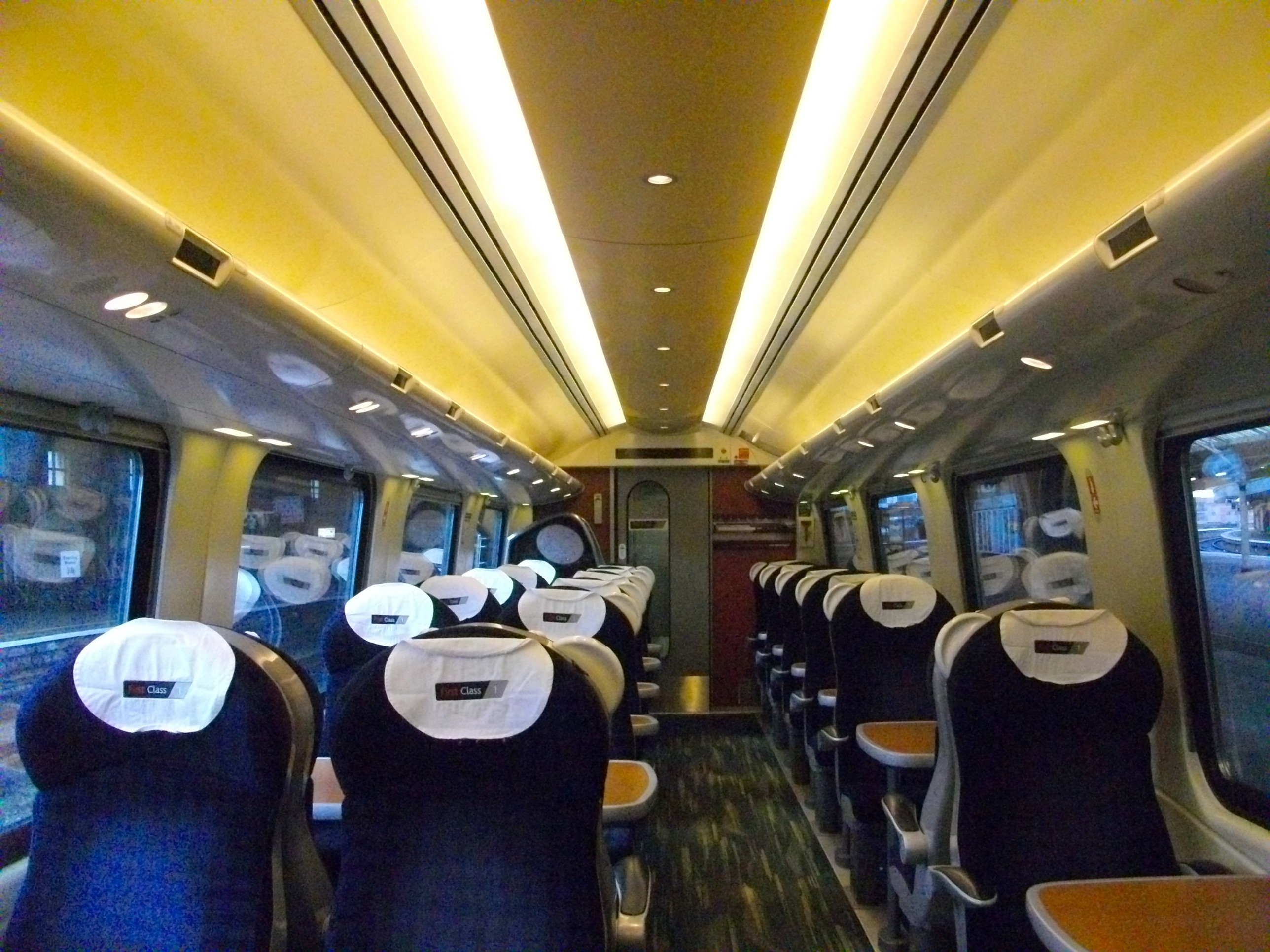
英铁221型柴油动车组SuperVoyagers头等艙内部

## 概要
本型車是由比利時龐巴迪運輸建造的柴油發電、電力驅動的动力分散式摆式列车。其設計大致上與220型柴聯車相似，但傾斜機轉允許車廂最大傾斜角度为6度，从而获得较大的转弯速度。其最高时速为200公里。

## 技術細節
所有車廂都配有一部康明斯 QSK19 柴油引擎（出力750 hp（560 kW）於1800rpm）。由引擎驅動的發電機提供動力，每部車有兩個動力轉向架，每個轉向架各有一個由電動機驅動的動軸，每次加油後運轉距離最大約為 1900公里 。每節車廂重55至57噸，每组為4至5節車廂構成，有26個頭等艙座位（採1+2每排三座位配置），182至252個標準艙座位（採2+2每排四座位配置）。依照編組組成不同，全編組總重227噸或者281.9噸。

## 編成與乘客設備
本型車在車廂外牆有電子看板顯示車次號碼、開車時間、車廂編號、終點站、下一停靠站等資訊。220型柴聯車也有一樣的設備，但390型電聯車的電子看板是設在車內的。本型車配備全面空調與自動門，車廂內有插座可供筆記型電腦與行動電話充電。本型車有無障礙廁所與自行車放置空間，但因需要配合傾斜機制，車廂上方設計為向內側傾斜，導致置物空間較小。
本型車现在由英國縱貫鐵路以及Avanti West Coast运营。英國縱貫鐵路停用本型車的傾斜機制，而Avanti West Coast營運的車廂車內有攝影機。